# Equisetum trachyodon
Equisetum trachyodon là một loài dương xỉ trong họ Equisetaceae. Loài này được A. Braun W.D.J. Koch mô tả khoa học đầu tiên năm 1845.